# Kyle Frederick Snyder
Kyle Frederick Synder (Woodbine, Maryland, 1995. november 20. –) amerikai szabadfogású birkózó. A 2018-as birkózó-világbajnokságon a döntőben mérkőzött a 97 kg-os súlycsoportban, szabadfogásban, melyet elvesztett, így ezüstérmes. 2017-ben és 2015-ben aranyérmet szerzett a birkózó világbajnokságon a 97-kg-os súlycsoportban. a 2016. évi nyári olimpiai játékokon aranyérmet szerzett 97 kg-os súlycsoportban szabadfogású birkózásban. 2015-ben a Pánamerikai Játékokon 97 kg-os súlycsoportban aranyérmes lett. 2017-ben a Pánamerikai Bajnokságon aranyérmet nyert szintén a 97 kg-os súlycsoportban.

## Sportpályafutása
A 2018-as birkózó-világbajnokságon az elődöntő során a magyar színekben versenyző Olejnik Pavlo volt az ellenfele. A mérkőzést 3–0-ra nyerte magyar ellenfelével szemben. A döntőben az orosz Abdulrasid Bulacsevics Szadulajev volt az ellenfele. A mérkőzést az orosz első menetben tussal nyerte.